# 2014년 한국프로야구 골든글러브
2014 한국프로야구 골든글러브 시상식은 2014년 12월 9일 서울 삼성동 코엑스 컨벤션 센터 오디토리움에서 열렸다. LG 트윈스, SK 와이번스, KIA 타이거즈, 한화 이글스는 2014년 골든글러브 시상식에서 수상자가 없었다.
나성범은 NC 다이노스 구단 최초로 골든글러브를 수상했고, 이승엽은 역대 최다인 9번째 골든글러브 수상을 기록했다.
| 부문     | 이름                 | 소속                                    |
| -------- | -------------------- | --------------------------------------- |
| 투수     | 밴헤켄               | 넥센 히어로즈                           |
| 포수     | 양의지               | 두산 베어스                             |
| 1루수    | 박병호               | 넥센 히어로즈                           |
| 2루수    | 서건창               | 넥센 히어로즈                           |
| 3루수    | 박석민               | 삼성 라이온즈                           |
| 유격수   | 강정호               | 넥센 히어로즈                           |
| 외야수   | 나성범 최형우 손아섭 | NC 다이노스 삼성 라이온즈 롯데 자이언츠 |
| 지명타자 | 이승엽               | 삼성 라이온즈                           |